# Union politique nationale (coalition)
Pour les articles homonymes, voir Union politique nationale.
L'Union politique nationale (en grec : Εθνική Πολιτική Ένωσις, Ethniki Politiki Enosis, EPEN) est une coalition politique grecque ayant existé durant les années 1940. Elle réunit le Parti national unioniste (en), le Parti socialiste démocratique de Grèce (en) et le Parti libéral des vénizélistes.

## Historique
L'Union politique nationale est fondé en 1946 à l'occasion des élections générales de la même année. Elle y obtient 19 % des voix, pour 68 sièges.
L'alliance n'est pas reproduite aux élections suivantes.